# バートリ家

バートリ家の紋章

バートリ家（Báthory, ポーランドでは Batory）は、11世紀のハンガリーに発祥を持つグトケレド分家のハンガリー貴族 (en) 。Báthory の名称と紋章を1325年に与えられる。

## 概要
バートリ家は中世後期、ハンガリー、トランシルヴァニア、ワラキア、モルダヴィア、ポーランドに強い影響を与えた。
広大な領地と財産を守るために血族結婚が繰り返された。そのため一族の中には、てんかんや精神錯乱を起こして狂い死んだ者も多かれ少なかれいたことがわかっている。また狂気・残忍さがこの家系の特徴だった。

## 主な一族
- バートリ・イシュトヴァーン3世（ステファン3世バートリ、? - 1444年）　ハンガリー副王　（en）
- バートリ・イシュトヴァーン5世（ステファン5世バートリ、1430年 - 1493年）　トランシルヴァニア公　（en）
- バートリ・イシュトヴァーン7世（ステファン7世バートリ、? - 1530年）　ハンガリー副王　（en）
- バートリ・イシュトヴァーン8世（ステファン8世バートリ、1477年 - 1534年）　トランシルヴァニア公　（en）
- バートリ・イシュトヴァーン9世（ステファン9世バートリ、1533年 - 1586年）　トランシルヴァニア公、後にポーランド王。
- バートリ・イシュトヴァーン12世（ステファン12世バートリ、1555年 - 1605年）　ハンガリー司法官　（hu）
- バートリ・ミクローシュ（ニコラス・バートリ、1435年 - 1506年）　ハンガリーの司教　（de）
- バートリ・クリシュトーフ（クリストフ・バートリ、1530年 - 1581年）　トランシルヴァニア公　（hu）
- バートリ・ボルディジャール（バルタザール・バートリ、1555年 - 1594年）　トランシルヴァニア公　（hu）
- バートリ・アンドラーシュ（アンドレアス・バートリ、1562年 - 1599年）　枢機卿、トランシルヴァニア公。
- バートリ・ジグモンド（ジギスムント・バートリ、1572年 - 1613年）　トランシルヴァニア公
- バートリ・ガーボル（ガブリエル・バートリ、1589年 - 1613年）　トランシルヴァニア公　（en）
- バートリ・エルジェーベト（エリーザベト・バートリ、1560年 - 1614年）　シリアルキラーとして知られる。
- バートリ・ジョーフィア（ソフィア・バートリ、1629年 - 1680年）　（hu）